# ヤァ・アサンテワァ
ヤァ・アサンテワァ（Yaa Asantewaa、1840年代 - 1921年10月17日）は、現在のガーナ南部に存在したアシャンティ連合王国内の一国であるエジス王国の王母。1900年にアシャンティがイギリス帝国に対して蜂起した、黄金の床几戦争（ヤァ・アサンテワァ戦争としても知られる）の指導者であった。

## 前半生
ヤァ・アサンテワァは1830年ごろにガーナ南部のベセアセで生まれた。ベセアセという村落は、17世紀から20世紀初頭まで現在のガーナ共和国南部の内陸部森林地帯に展開したアサンテ連合王国を構成する王国のひとつ、エドウェソ（Edweso）にある。
ヤァ・アサンテワァは、エドウェソの王族、アソナ（Asona）クランに属する女性 Nana Ata Po の娘である。アソナ・クランは、クラン内の母系リニージのリーダーが、エドウェソの王母位（edwesohemaa）を受け継いできた母系氏族である。ヤァ・アサンテワァの父は、ベセアセに近いアンパバメ（Ampabame）出身の Kwaku Ampona である。Nana Ata Po と Kwaku Ampona の間には、ヤァ・アサンテワァのほかにアフラネ・パニン（Afrane Panin）という弟がいた。
ヤァ・アサンテワァは何事もなく子供時代を過ごし、ボアンクラ周辺の土地を耕作した。彼女はクマシ出身の男性と複婚し、娘を儲けた。

## 騒乱の序曲
弟がナナ・アクワシ・アフレーン・オクペセ（Nana Akwasi Afrane Okpese）としてエドウェソを統治する1880年代から90年代のいずれかの時期に、ヤァ・アサンテワァは王母に任命された（Dictionary of African Biographyによればエドウェソではなくエジス、就任は1887年とされる）。当時は、アシャンティ連合王国が1883年から1888年の内戦など、アシャンティの未来に脅威を与える一連の事件を経た時期であった。1894年に弟が死ぬと、ヤァ・アサンテワァは王母としての権利を行使し、孫のコフィ・テネ（Kofi Tene）をエジス王アフレーン・クマア（Afrane Kumaa）とした。
イギリスが1896年にアシャンティ王プレンペー1世を含むアシャンティの支配者の一団と共に孫をセーシェルに追放すると、ヤァ・アサンテワァはエジスの摂政になった。プレンペー1世が追放されると、イギリス領ゴールド・コースト総督フレデリック・ミッチェル・ホジソンは、アシャンティ国の象徴黄金の床几を要求した。この要求は、アシャンティの残存支配者層によるクマシでの秘密会合へと発展し、王の帰還の安全を如何に図るかが議題となった。この点についての合意はなされなかった。ヤァ・アサンテワァはこの会議に出席し、立ち上がり、現在では有名なこの言葉を発して会議参加者に訴えた。
今皆さんの一部が王の為に戦いに赴くことを恐れているのは分かっています。オセイ・コフィ・トゥトゥ1世やオコンフォ・アノキエ、オポク・ワレの勇敢な時代なら、指導者は一発も撃つことなく王が連れ去られるのを座視することはないでしょう。以前の白人には、総督が今朝私達に行ったような挑発をアシャンティの指導者にあえて行うことはありませんでした。アシャンティの勇気はこんなものだというのは事実でしょうか。信じられません。あり得ません！　このように言うしかありません。あなた方アシャンティの男が征かないのなら、私達が征きます。私達女性が征きます。同志の女性に呼び掛けます。私達は白人と戦います。全員が戦場に倒れるその時まで戦います。
ヤァ・アサンテワァはアシャンティ戦闘部隊の戦争指導者として数多のアシャンティ地域の王によって選ばれた。これは女性がアシャンティ史上この役割を与えられた最初にして唯一の例である。アシャンティとイギリスの「黄金の床几戦争」は、5000人の部隊を擁する王母ナナ・ヤァ・アサンテワァによって戦端を開くことになった。

## 黄金の床几戦争と戦後

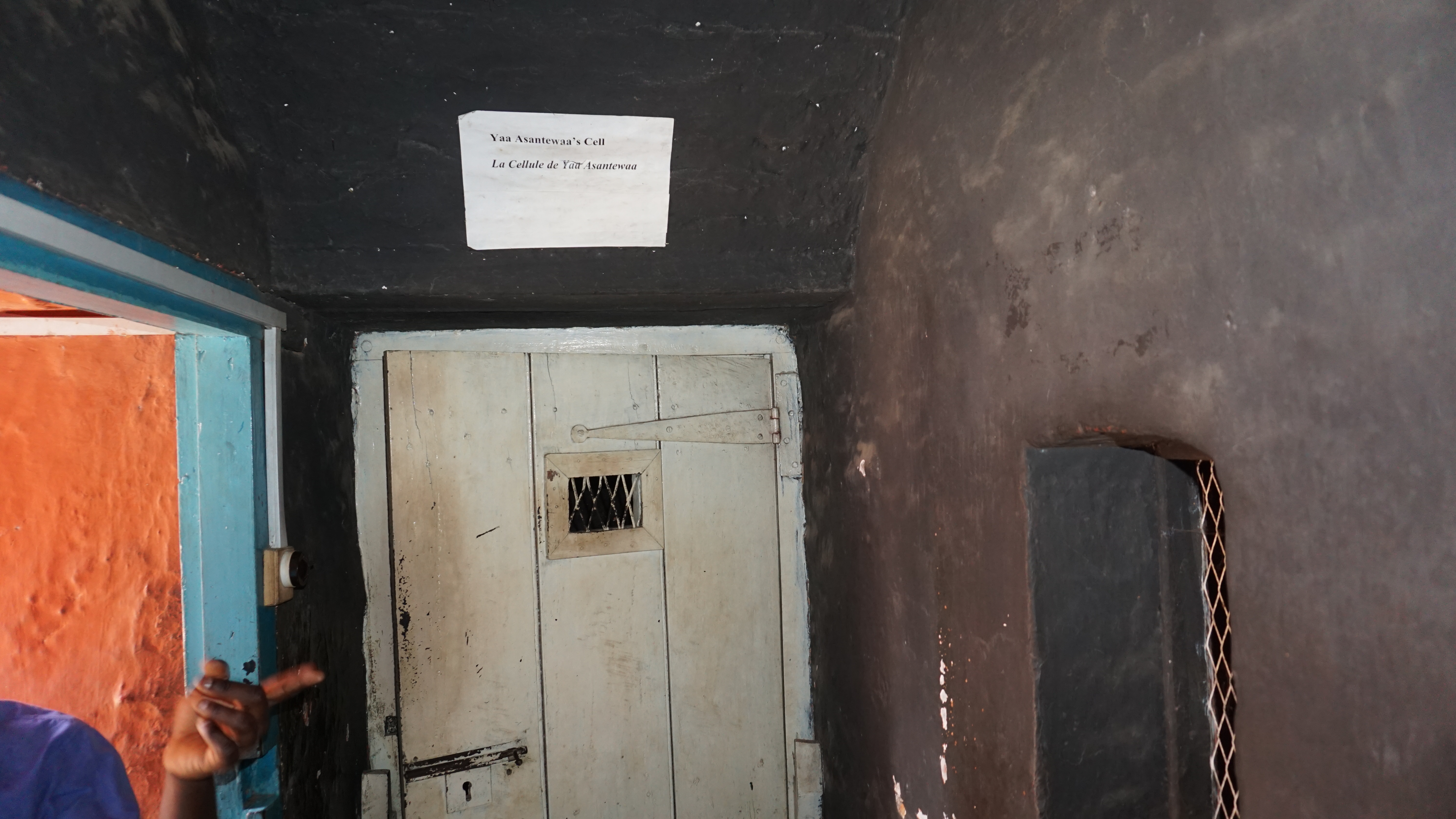
ヤァ・アサンテワァが囚われていたと考えられている部屋

1900年3月初め、アシャンティ勢がイギリス側が籠城するクマシの要塞を包囲した。要塞はクマシ要塞と軍事博物館として現存している。数か月後ゴールド・コースト総督は、鎮圧のために1400人の部隊を送った。戦闘でヤァ・アサンテワァと15人の側近が捕らえられ、セーシェルに追放された。この戦争は19世紀を通じて行われた一連のイギリス・アシャンティ戦争の最後のものであった。1902年1月2日、イギリスはアシャンティが約1世紀にわたって防衛してきた土地を完全に奪取し、アシャンティ王国はイギリスの保護国にされた。
ヤァ・アサンテワァは1921年10月17日にセーシェルで追放生活中に死亡した。死の3年後の1924年12月17日、プレンペー1世ら残りの追放されたアシャンティの支配層は、アシャンティへの帰還を許された。プレンペー1世はヤァ・アサンテワァや他の追放されたアシャンティの人々の遺体が正当な王族としての埋葬のために帰還できることを確実にした。

## アシャンティ女性の社会的役割
アサンテワァはイギリスの侵略の成り行きを理解していた。今日のガーナ人からは、アシャンティの防衛に寄与する政治的・社会的影響力を行使した王母と見られている。イギリスと戦うアシャンティの男性に影響を与えた際に演じた役割は、家母長制の機能であったようである。帝国の政治的・軍事的代表に従事する女性を見る経験は、19世紀のアフリカのイギリス帝国軍にとって異質のものであった。アシャンティの女性に向けたヤァ・アサンテワァの呼び掛けは、アカン女性の政治的義務や立法・司法における役割に基づいている。アカン人の男性権力機構は、女性が対応することで完成された。村では女系（mpanyimfo）の頭である老女達が、ôdekuroとして知られる村の評議員の一員となっていた。Mpanyinfoとして知られaberewaまたはôbaa panyinと呼ばれる女性は、女性問題を扱う係であった。いずれのôdekuroにおいてもôbaa panyinは村の女性の問題に責任を持つ組織の一員であり、村の評議員の一員であった。
族長であるôheneや王であるômanheneには、王母（ôhemaa）として知られる評議会に席を有する女性がカウンターパートとして存在した。王母と王・族長は、同じmogya（血統あるいは地縁による女系）であった。クマシの王母は、カウンターパートに当たる男性が王（Asanthene）の地位にありアサンテ議会（Nhyiamu）の執行部あるいは内閣に相当するコトコ評議会の評議員であるため、アサンテの王母（Asantehemaa）とみなされた。王母は司法や立法に参加するだけではなく、戦争の賛否や土地の分配にも加わった。

## 歴史や文化遺産における立場
ヤァ・アサンテワァはイギリス帝国に立ち向かった役割でアシャンティ史やガーナ史で大いに愛される人物であり続けている。下記のような歌で不朽の名声が与えられている。

Koo koo hin koo
Yaa Asantewaa ee!
Obaa basia
Ogyina apremo ano ee!
Waye be egyae
Na Wabo mmode
（「ヤァ・アサンテワァ
大砲に直面して戦う女性
貴女は大事を成し遂げた
よく成し遂げた」）
ガーナ社会で更なる女性指導者を輩出する重要性を強調するために、ヤァ・アサンテワァ女子中等学校がガーナ教育信託の基金で1960年にクマシで創立された。
2000年、ヤァ・アサンテワァの業績に感謝する1週間に及ぶ100周年記念祭がガーナで行われた。この記念祭の一環として博物館が2000年8月3日にエジス＝ジュアベン地方のクワソで開所した。不幸にして2004年7月23日の火災で上記の写真に見られるサンダルや戦闘服（batakarikese）など数点の歴史的な展示品が焼失した。エジスの現在の王母は、ヤァ・アサンテワァ2世である。2回目のヤァ・アサンテワァ祭りがエジスで2006年8月1日から5日に行われた。

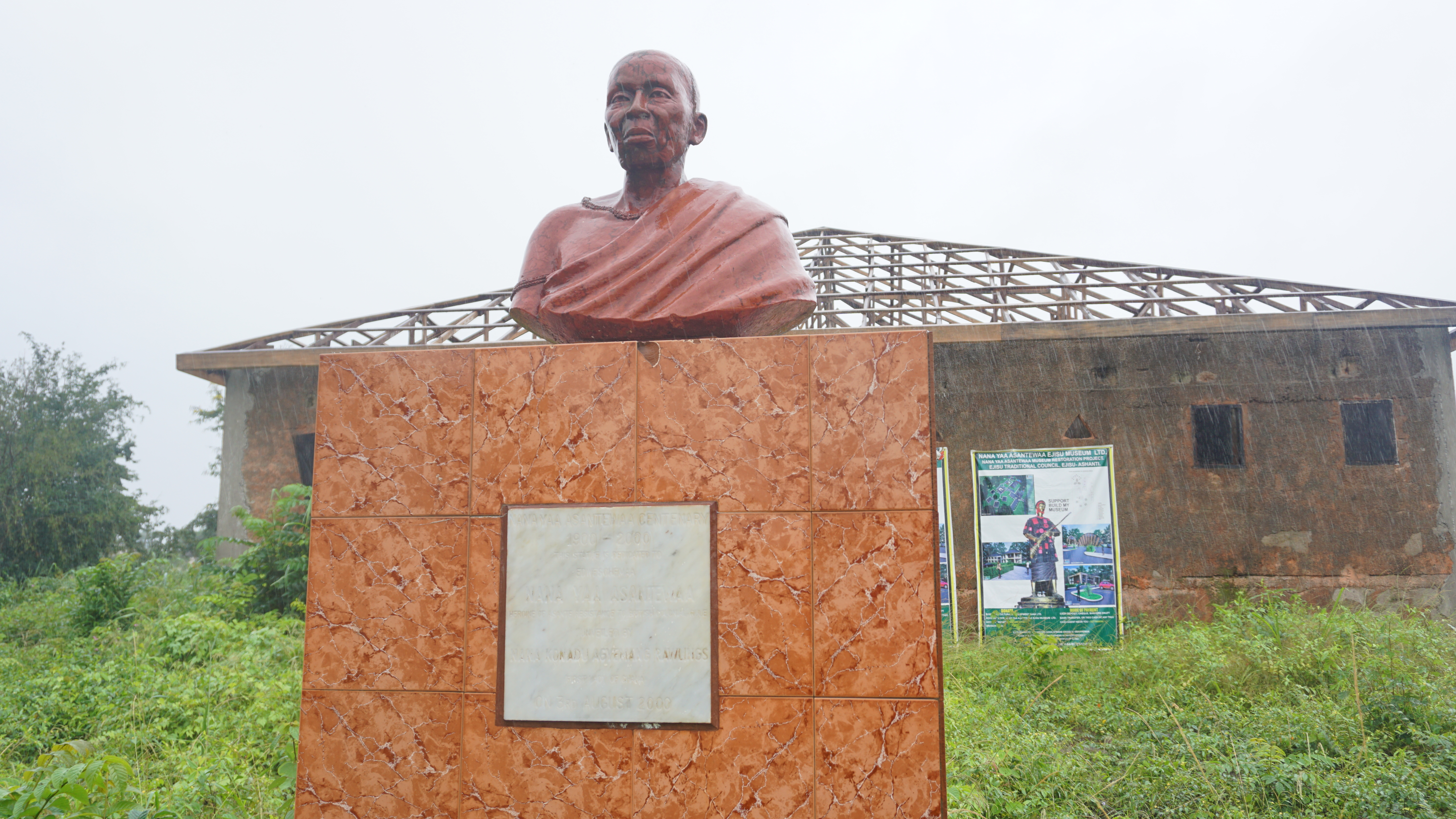
焼失した博物館の外にあるヤァ・アサンテワァの胸像
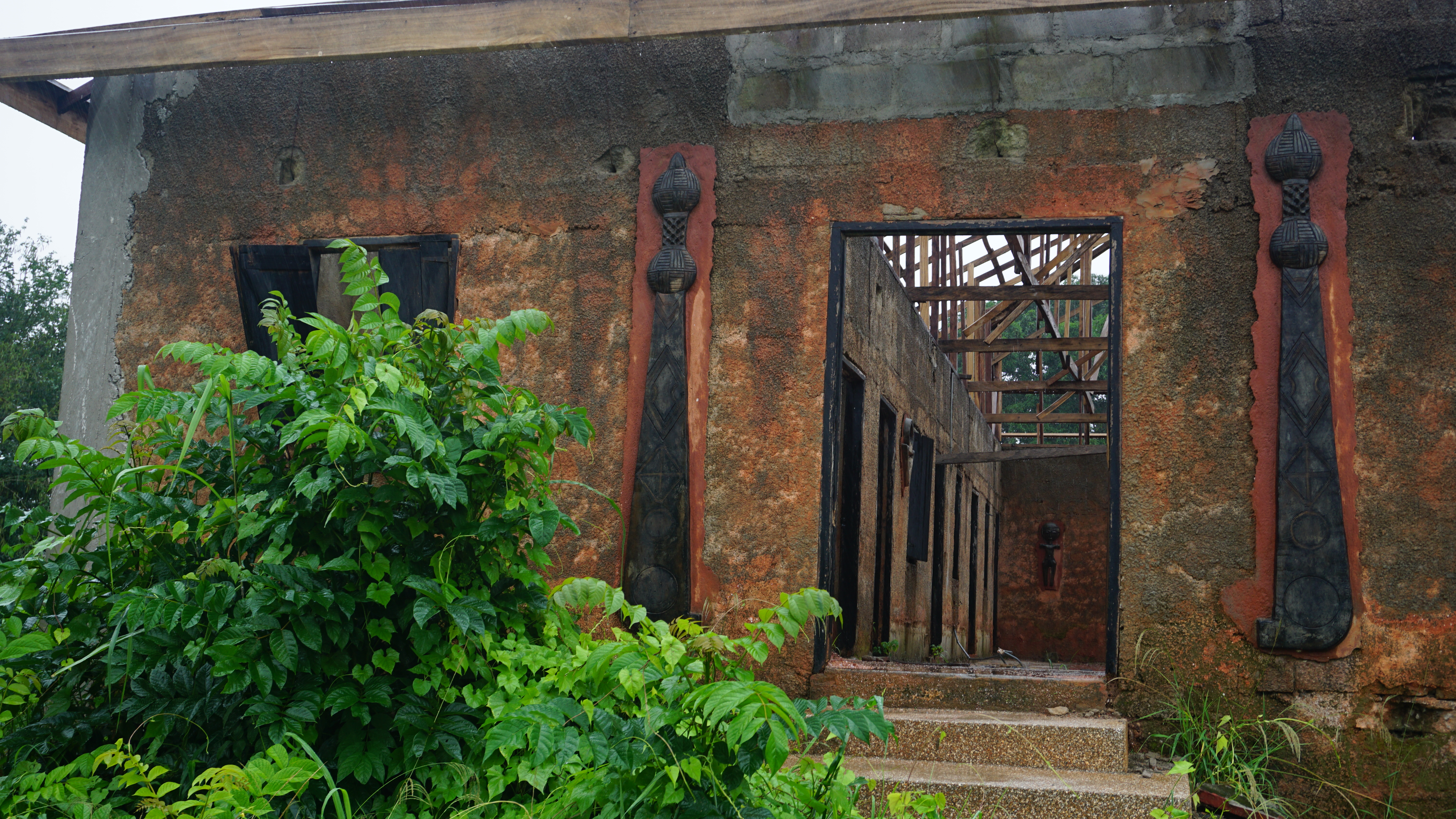
ヤァ・アサンテワァ博物館の消失した正面
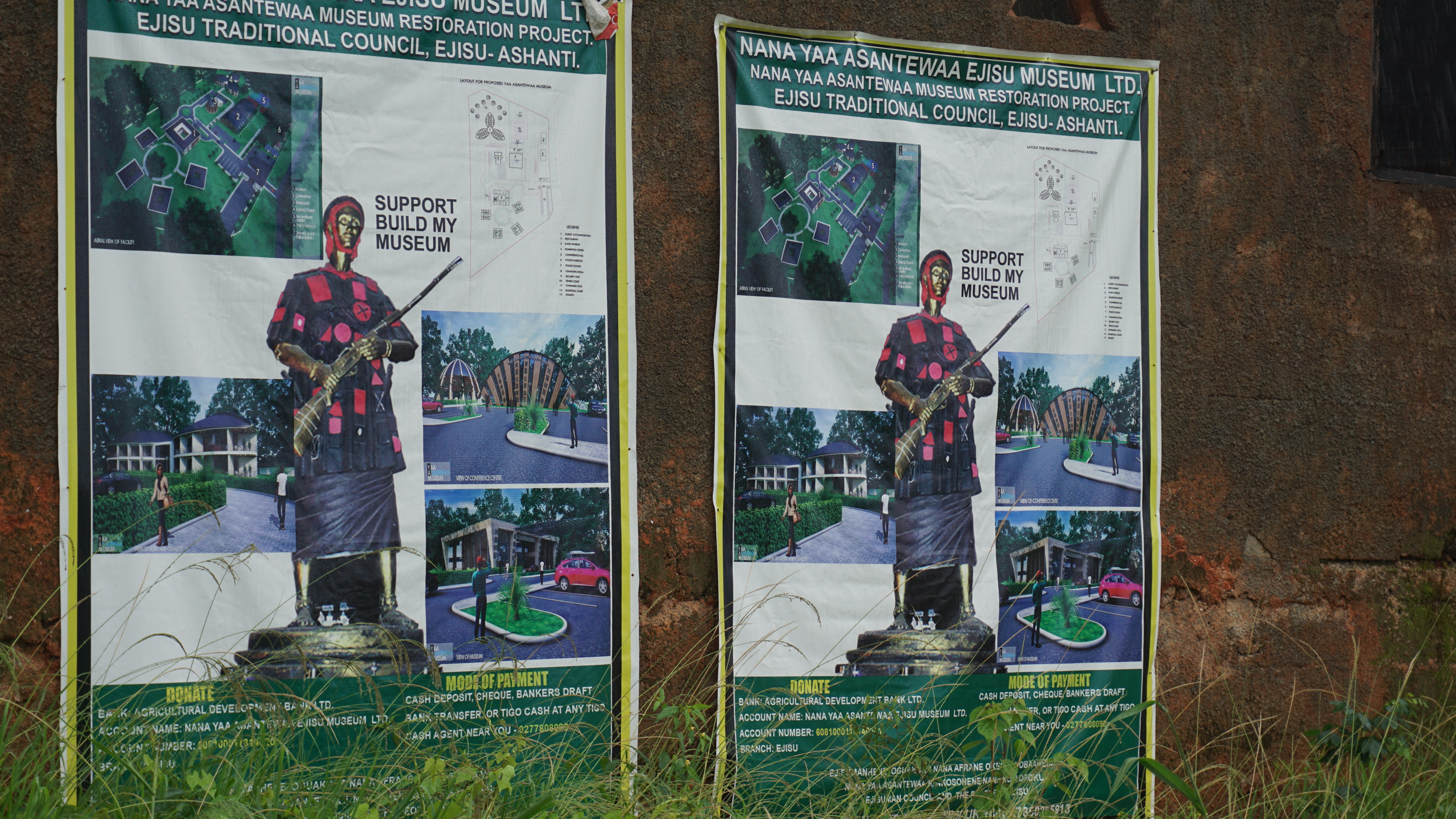
最近の新しいヤァ・アサンテワァ博物館建設の呼び掛け

西ロンドンのメイダ・ヴェイルのヤァ・アサンテワァセンターは、アフリカとカリブの芸術とコミュニティーのセンターである。1986年にこの名前がついた。
ヤァ・アサンテワァ　プレンペー王の追放とアフリカの女王の英雄的行為と題するアイヴァー・アジェマン＝デュアによるテレビドキュメンタリーが2001年にガーナで初放送された。
アフリカ全域からキャストを起用し、マーガレット・バズビー脚本、ジェラルディン・コナー監督、マスタードラマーコフィ・ガナバ演出の舞台ヤァ・アサンテワァ：女王戦士が、2001年から2年にかけてイギリスとガーナで公演された。同じ作者によるラジオドラマも、BBCラジオ4の女性の時間で2003年10月13日から17日にシリーズ化された。

## 関連文献
- Ivor Agyeman-Duah, Yaa Asantewaa: The Heroism of an African Queen, Accra, Ghana: Centre for Intellectual Renewal, 1999.
- Nana Arhin Brempong (クワメ・アルヒン（英語版）), "The Role of Nana Yaa Asantewaa in the 1900 Asante War of Resistance", Ghana Studies 3, 2000, doi: 10.1353/ghs.2000.0004 pp. 97–110.